# Homoeolabus analis
Homoeolabus analis es una especie de coleóptero de la familia Attelabidae.

## Distribución geográfica
Habita en Canadá y Estados Unidos.